# Saint-Cirgues-en-Montagne
Saint-Cirgues-en-Montagne è un comune francese di 259 abitanti situato nel dipartimento dell'Ardèche della regione dell'Alvernia-Rodano-Alpi.

## Società

### Evoluzione demografica
Abitanti censiti